# Juliane Robra
Juliane Robra, née le 8 janvier 1983 à Herdecke, est une judokate suisse.

## Palmarès international en judo
| Championnats d’Europe | Championnats d’Europe | Championnats d’Europe |
| Année                 | Médaille              | Catégorie             |
| --------------------- | --------------------- | --------------------- |
| 2010                  | bronze                | –70 kg                |
| 2012                  | bronze                | –70 kg                |